# Черемхово
Черемхово — місто (з 1917) в Іркутській області Росії, адміністративний центр Черемховського району. Утворює міський округ місто Черемхово.

## Історія
Засноване в 1772 як село Черемхово при поштовій станції на Московському тракті. Назва за розташуванням на р. Черемшанка, що названа так через велику кількість чагарників черемхи.
Перша шахта з розробки родовищ Іркутського (Черемховського) кам'яновугільного басейну закладена в 1896. У зв'язку з прокладанням Транссибірській магістралі швидко росло число невеликих шахт з робочими селищами при них (до 1906 їх налічувалося 89, на них працювало приблизно 8000 осіб).
Постановою Тимчасового уряду від 3 (16) червня 1917 село перетворено в місто.

## Міський округ місто Черемхово
Черемхово адміністративний центр та єдиний населений пункт міського округу місто Черемхово.

## Економіка
Черемхово — один з великих центрів видобутку вугілля в Іркутському басейні, яка ведеться відкритим способом (вугільний розріз, збагачувальна фабрика). Родовища кам'яного вугілля, тальку, доломіту, глини, магнезитів.
Заводи: важкого машинобудування, механічний, «Хімік».
Фабрики: меблева, нетканих матеріалів.
Підприємства з виробництва будматеріалів. 
Харчова промисловість: хлібокомбінат.
Легка промисловість: швейна фабрика.
Сільське господарство: в районі вирощують пшеницю, овес, ячмінь, гречку. Розводять велику рогату худобу (молочного напряму).
Торгівля: представлена численними торговельно-розважальними центрами та будинками, ринками та оптово-роздрібними базами, супермаркетами.
Фінансовий сектор: філіали більш ніж 20 російських банків.

## Транспорт
Автомобільний транспорт
Черемхово є центром мережі міжміських трас, в різні напрямки. Які з'єднують місто з різними містами області.
Авіація
У Черемхово розташований міжміський аеропорт «Черембасс» (Черемхово). На даний момент аеропорт будується з 2012 р. Будівництво завершиться у 2015.
Залізничний транспорт
Черемхово — залізничний вузол на Транссибірській магістралі, місце розміщення управління Східно-Сибірської залізниці. У місті є два вокзали — на станціях Черемхово-Пасажирський та Черемхово-Східний, на яких зупиняються всі пасажирські поїзди.
У добу станція пропускає близько восьми тисяч пасажирів приміських електропоїздів та поїздів далекого прямування. З вокзалу відправляються туристичні поїзди «Кругобайкальский экспресс» та «Байкальский круиз» в подорож по КБЖД від станції Култук до кінцевої станції Порт Байкал. Приміське сполучення здійснюється за двома напрямками: від Черемхово до Іркутська і від Черемхово до Зими. Електропоїзди використовуються також як внутрішньоміський транспорт.
Міський
У Черемхово діють 18 маршрутів транспорту. За добу транспорт перевозить близько 18тис. осіб.

## Люди, пов'язані з містом
- Вампілов Олександр Валентинович
- Гуркін Володимир Павлович
- Кудряшов Микола Петрович
- Мацкевич Володимир Володимирович